# Temeshódos
Temeshódos románul: Hodoș, falu Romániában, a Bánságban, Temes megyében.

## Fekvése
Temesrékastól északkeletre, a Temes egyik mellékvize mellett, Temeskomját, Aga és Lukácskő között fekvő település.

## Története
Temeshódos, Hodos Árpád-kori település. Nevét már 1256-ban említette oklevél, mint a Csanád nemzetség ősi birtokát, mely a nemzetség 1256 évi birtokmegosztásakor még közös birtok volt. 1337-ben a nemzetség újabb birtokmegosztása alkalmával a Thelegdy családnak jutott. Neve 1323-ban Kis-Hodos, 1337-ben csak Hodos, később 1471-ben ismét Kis-Hodos, 1472-ben Thóthodos alakban fordult elő. Ekkor már a Szeri Pósafiak birtoka volt.
1500-ban a Dóczi-család, 1561-ben özvegy Zayné valamint a Pethő-, a Mágócsi- és a Liszthy családok voltak birtokosai, majd 1562-ben a Cseffy- és a Vizessy családok nyerték adományul.
1717-ben csak kilenc házból állt. 1723-1725 között gróf Mercy térképén a lippai kerületben fekvő helység, az 1761. évi térképen pedig mint óhitűektől lakott falu van feltüntetve. 1781-ben Hodosi Skollonics József Ferenc ügyvéd vásárolta meg a kincstártól, de 1814-ben már ismét kincstári birtok, melyet herceg Schwarzenberg Károly kapott adományul. Ettől kezdve a buzádi uradalom sorsában osztozott.
A 20. század elején Temes vármegye Temesrékasi járásához tartozott. 1910-ben 646 lakosából 448 román, 183 magyar, 8 német volt. Ebből 450 görög keleti ortodox, 187 római katolikus, 6 izraelita volt.

## Nevezetességek
- 1774-ben épült görög keleti templomát 1970-ben Temesvárra költöztették át.[1]

## Források

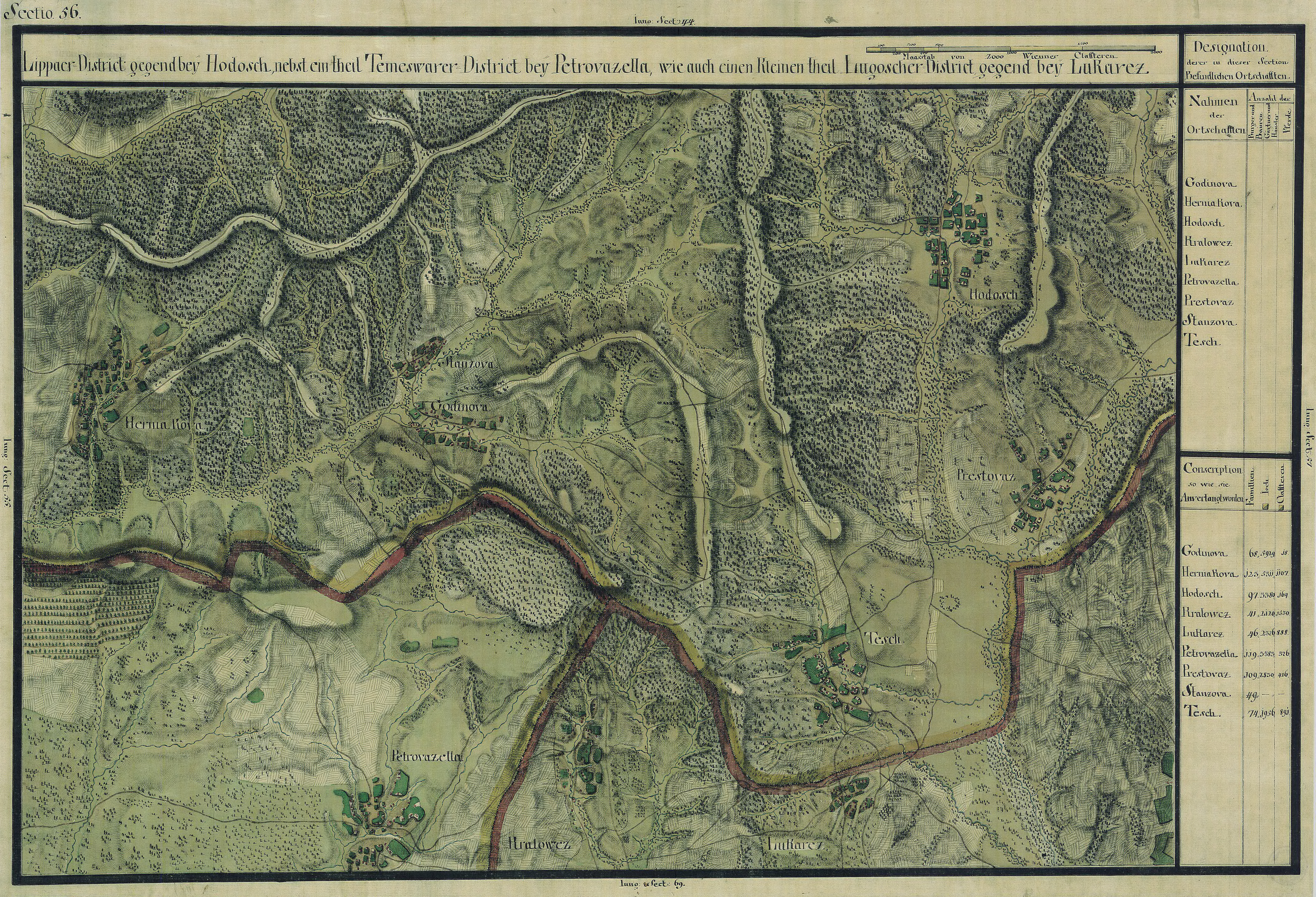
Temeshódos egy régi térképen